# Tubo capilar

Tubos capillares, con diferentes características de adhesión, y pues, fuerza vertical

Un tubo capilar es una conducción de fluido muy estrecha y de pequeña sección circular. Su nombre se origina por la similitud con el espesor del cabello. Es en estos tubos en los que se manifiestan los fenómenos de capilaridad.
Pueden estar hechos de distintos materiales: vidrio, cobre, aleaciones metálicas, etc., en función de su uso o aplicación.

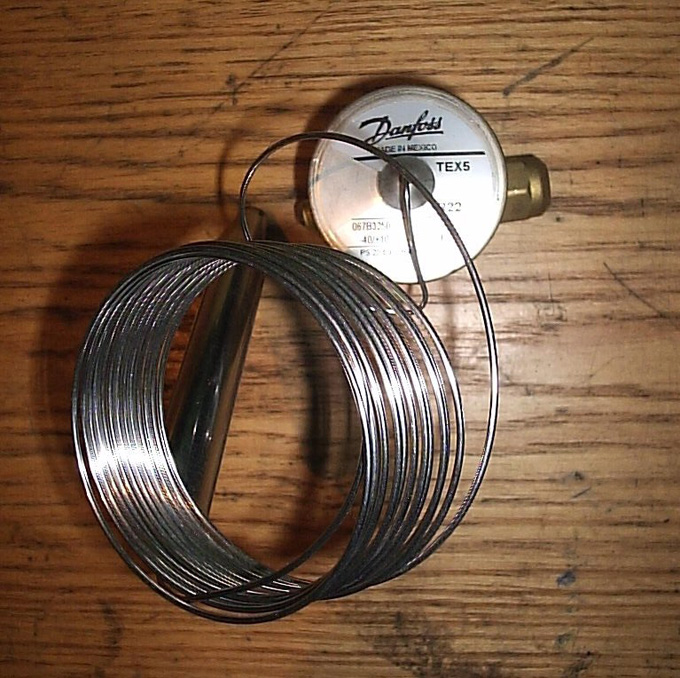
La válvula VET comunica su bulbo sensor de temperatura por medio de un tubo capilar.

## Tubo capilar en circuitos refrigerantes
Tiene uso en sistemas de refrigeración. 
Es el tipo más sencillo de dispositivo de expansión, pues consiste únicamente en un tubo (generalmente de cobre), que actúa por tener una gran pérdida de carga, debido a su pequeño diámetro, de modo que el líquido refrigerante pierde la mayor parte de la presión con la que viene del compresor, presión que mantenía su volumen reducido; al perder presión, se expande en la salida hacia el evaporador.
La pérdida de carga que origina el capilar en este punto se define en función de la longitud del mismo, y corresponderá a la caída de presión del sistema entre el condensador y el evaporador.

### Ventajas
Sus ventajas frente a otros sistemas de expansión:
- Sencillez
- Fiabilidad: no tiene piezas móviles
- Facilidad de reparación
- No necesita depósito de líquido
- Económico

### Desventajas
- Rigidez: no permite adaptar el caudal de refrigerante a las variaciones de carga térmica y de temperatura del medio.
- El punto de fusión es bajo ya que tiene poco diámetro.